# ديوالي إسماعيل آغا
ديوالي إسماعيل ديوالي آغا الدوسكي (1927–1982) هو أحد الشخصيات البارزة في تاريخ الحركة الكردية في العراق. قاد عشيرته الدوسكي في منطقة دهوك شمال العراق وكان من أبرز الداعمين للثورة الكردية ضد النظام  العراقي، حيث لعب دورًا كبيرًا في دعم الثوار البيشمركة لوجستيًا وماديًا. ساهم في تعزيز قضية الأكراد السياسية وأصبح أحد الرموز البارزة في نضالهم للحصول على حقوقهم.

## نشأته وبداية حياته
وُلد ديوالي آغا في عام 1927 في دهوك، وهي إحدى المناطق الحيوية في كردستان العراق. نشأ في بيئة عشائرية حيث كانت الصراعات السياسية حول حقوق الأكراد في مواجهة الأنظمة المركزية تشكل جزءًا كبيرًا من حياته اليومية. منذ صغره، تَأثر ديوالي آغا بالظروف الصعبة التي كان يمر بها الشعب الكردي، مما شكّل رؤيته القومية.
بعد وفاة والده في الخمسينيات، تولى ديوالي آغا قيادة عشيرته الدوسكي، وأصبح من الشخصيات المحورية في المنطقة. تميزت سنواته الأولى بالاهتمام بالقضية الكردية والاحتكاك المباشر مع الحركات السياسية التي كانت تدافع عن حقوق الأكراد ضد النظام المركزي في بغداد.

## مواقفه السياسية
كان ديوالي آغا من أبرز الداعمين للقضية الكردية في العراق، وسعى في وقت مبكر لتحقيق استقلالية أكبر للأكراد في العراق. تولى عضوية البرلمان العراقي في عام 1951، حيث استخدم منصبه للدفاع عن حقوق الأكراد. كان يدعو إلى وحدة الأكراد ويدعم القضايا العادلة لشعبه، سواء في الداخل أو في الخارج. كان يرتبط بعلاقات وثيقة مع العديد من القادة الكرديين مثل مصطفى البارزاني، الذي أصبح قريبًا منه في النضال المشترك من أجل استقلالية الأكراد.

## دعمه للثورة الكردية
في عام 1961، بدأ الصراع الكردي في العراق من خلال ثورة أيلول بقيادة مصطفى البارزاني. كان ديوالي آغا من أوائل من دعم هذه الثورة وقدم لها الدعم المالي واللوجستي. قام بتوفير الأسلحة والمعدات للبيشمركة، كما أنشأ قنوات اتصال بين الثوار وبين العشائر الكردية في مناطق دهوك. كانت مساعداته أساسية في تعزيز قدرة البيشمركة على التصدي للقوات العراقية خلال تلك الفترة الحرجة.
كانت علاقته مع الملا مصطفى البارزاني محورية، حيث قام بإرسال رسائل سرية إليه لتقديم المشورة حول خطوات الثورة، مؤكداً أهمية الحفاظ على وحدة الصف الكردي. ورغم الضغوط التي تعرض لها من قبل الحكومة العراقية، ظل ثابتًا في دعمه للثوار. كما شجع أبناءه وإخوته على الانضمام للثوار، وكان ابنه جيايي آغا أحد المشاركين الرئيسيين في المعارك ضد الحكومة العراقية.

## محاولات اغتياله ووفاته
في عام 1982، اغتيل ديوالي آغا في ظروف غامضة، ويُعتقد أن ذلك كان نتيجة لمواقفه المناهضة لحكومة بغداد ودعمه المستمر للثوار الكرد. يُقال إن مقتله كان محاولة لتقويض الدور السياسي الكردي في المنطقة. ورغم مقتله، ظل ديوالي آغا رمزًا مهمًا في الذاكرة الكردية، وترك تأثيرًا كبيرًا في مسيرة النضال الكردي ضد الأنظمة الاستبدادية. يُعتبر رحيله خسارة كبيرة للشعب الكردي وللحركة القومية الكردية.

## إرثه
يُعتبر ديوالي آغا أحد القادة القوميين الخالدين في تاريخ الحركة الكردية، حيث ساهم بشكل كبير في تأصيل الهوية الكردية ودعم الثوار الكرد في أكثر من مرحلة. وقد شكلت حياته ومواقفه السياسية إلهامًا للأجيال الجديدة من الناشطين الأكراد الذين استمروا في حمل شعلة نضال الأكراد بعد وفاته. ولا يزال اسمه مرتبطًا بالقضية الكردية في ذاكرة الشعب الكردي ويمثل رمزًا للثبات والنضال المستمر.